# Time Again
Time Again is een Amerikaanse punkband uit Los Angeles opgericht in 2004 door zanger Daniel Darts en gitarist Elijah Reyes.

## Geschiedenis
Time Again is opgericht in de zomer van 2004 in Los Angeles door Daniel Dart (zang) en Elijah Reyes (gitaar). Desondanks het feit dat ze nog geen volledige band hadden, of een volledig nummer geschreven hadden, plakten ze duizenden stikkers en deelden ontelbaar veel flyers uit. Enkele dagen voor hun eerste show werd de band versterkt met Oren Soffer (bas) en Ryan Purucker (drums). De band begon aan vele shows in en rondom LA. Al spelenderwijs perfectioneerde ze de nummers op hun eerste ep Time Again die uitgegeven werd op Rancid Records in juni 2005. Het album werd gedraaid op veel radiozenders.
In 2005 namen hun melodisch gedreven nummers van de clubscene van Hollywood mee naar uitverkochte zalen door heel de Verenigde Staten, hun podium delende met andere punkbands als Social Distortion, Rancid, The Vandals, Circle Jerks, T.S.O.L, The Unseen, The Aquabats, Tiger Army, The Adolescents en ook de Nederlandse punkband Antidote.
In november 2005 begonnen ze met het schrijven/opnemen van hun eerste studioalbum getiteld The Stories Are True welke uitgegeven werd in 2006 door Hellcat Records. Hun tempo is wat verhoogd, met 13 nummers binnen 30 minuten.

## Bandleden
- Daniel Dart - zang
- Oren Soffer - basgitaar
- Elijah Reyes - gitaar
- Ryan Purucker - drums

## Discografie
- Time Again (ep), Rancid Records, 2005
- The Stories Are True, Hellcat Records, 2006
- Darker Days, Hellcat Records, 2008
- (Naked) (lp), Drop Out Records, 2009